# Jack Rocha
Jackeline Oliveira Rocha, conhecida como Jack Rocha (Colatina, 26 de agosto de 1983) é uma ativista e política brasileira, filiada ao Partido dos Trabalhadores (PT). Atualmente é deputada federal pelo Espírito Santo.
Foi Secretária de Municipal de Imprensa de Colatina em 2005. Após mudar-se para Vitória, participou da formação da Secretaria de Juventude da Central Única dos Trabalhadores, e atuou como gerente de Economia Solidária e Microcrédito do governo estadual na gestão de Paulo Hartung. Jack é presidente estadual do PT.
Nas eleições de 2018, foi candidata a governadora do Espírito Santo, e ficou em terceiro lugar, com 142.654 votos (7,38% dos válidos). No pleito de 2020, concorreu a vice-prefeita de Vitória, na chapa de João Coser, que foi derrotado no segundo turno. Nas eleições de 2022, Jack foi eleita deputada federal com 51.317 votos, tornando-se a primeira mulher negra eleita para o cargo na história do estado, e a única mulher a representar o ES na 57.ª legislatura da Câmara dos Deputados.

## Desempenho em eleições
| Ano  | Eleição                     | Partido | Coligação                                   | Candidato a      | Chapa             | Votos                           | Resultado           |
| ---- | --------------------------- | ------- | ------------------------------------------- | ---------------- | ----------------- | ------------------------------- | ------------------- |
| 2018 | Estaduais no Espírito Santo | PT      | -                                           | Governadora      | Cléber Lanes (PT) | 142.654 (7,38%)                 | Não eleita 3º Lugar |
| 2020 | Municipal de Vitória        | PT      | -                                           | Vice-prefeita    | João Coser (PT)   | 37.373 (21,82%) 72.684 (41,50%) | Não eleita 2º Lugar |
| 2022 | Estaduais no Espírito Santo | PT      | Federação Brasil da Esperança (PT/PCdoB/PV) | Deputada federal | -                 | 51.317 (2,46%)                  | Eleita              |